# Kristoffer Jaafs
Kristoffer Jaafs (né le 30 juillet 1980) est un ancien sauteur à ski suédois.

## Palmarès

### Championnats du monde
| Épreuve / Édition | Épreuve / Édition | Ramsau 1999 | Lahti 2001 | Val di Fiemme 2003 |
| Petit Tremplin    | Petit Tremplin    | 41e         | 18e        | 34e                |
| Grand Tremplin    | Grand Tremplin    | 29e         | 25e        | 33e                |
| Par Equipes       | PT                |             | 10e        |                    |
| Par Equipes       | GT                |             | 10e        |                    |

### Coupe du monde
- Meilleur classement final: 37e en 2001.
- Meilleur résultat: 4e.